# Vladimir Loroña
Vladimir Eduardo Loroña Aguilar (16 de novembro de 1998) é um futebolista mexicano que atua como lateral direito. Atualmente joga pelo Tigres UANL.

## Carreira
Loroña participou do Campeonato Olímpico de Qualificação da CONCACAF 2020, participando de três partidas, nas quais o México venceu a competição. Posteriormente, ele foi convocado para participar dos Jogos Olímpicos de Verão de 2020.

## Títulos
México
- Jogos Olímpicos: 2020 (medalha de bronze)